# Pissodogryllacris nossibiana
Pissodogryllacris nossibiana är en insektsart som först beskrevs av Brancsik 1896.  Pissodogryllacris nossibiana ingår i släktet Pissodogryllacris och familjen Gryllacrididae. Inga underarter finns listade i Catalogue of Life.